# Tap de suro

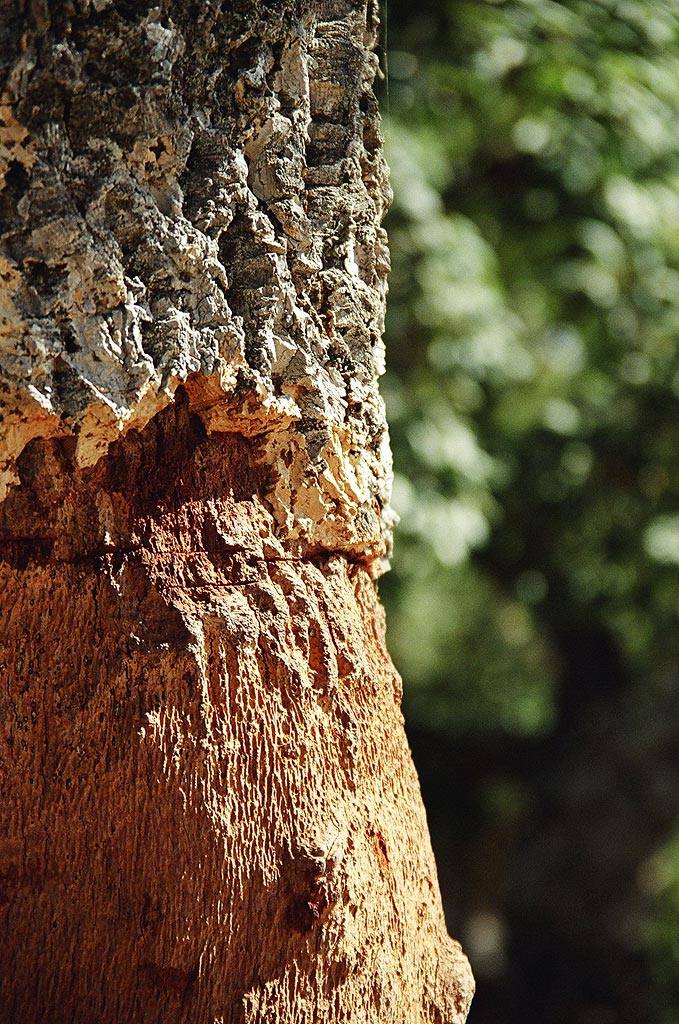
Escorça surera

El tap de suro és una peça de suro que es posa a la boca de l'ampolla. És especialment important en la indústria vinícola per una adequada conservació del vi i del cava.
El suro és un material porós i impermeable que s'extreu de l'escorça d'alzina surera, una espècie originària de la Mediterrània occidental. La impermeabilitat prové de la suberina, un polímer natural. El sector català és capdavanter mundial en la producció de taps de suro de qualitat. El 2010, la producció catalana era de 1919 tones, 85% de la qual surt de les comarques gironines.

## Història
El suro s'ha fet servir des de temps immemorials. Els antics grecs, al segle v aC, ja el feien servir per tapar les àmfores de vi, tradició que fou continuada pels romans.
A finals del segle xvii, a França i Anglaterra, començà la demanda de taps de suro en quantitat per dos motius principals: per una banda es fabricaren ampolles amb un vidre més resistent que, tapades hermèticament, començaren a desplaçar l'ús de les ampolles de ceràmica o de les bótes per al transport de vi. Per l'altra, i continuant una manera de fer que es remuntava als celtes, Dom Perignon (1638 – 1715) definí el mètode champenoise per a l'elaboració de vins escumosos. En el procés de fabricació i comercialització, ampolles d'aquest nou tipus de vidre tapades hermèticament tenen un paper essencial. Aquesta necessitat de taps propicià una indústria que començà transformant el suro existent a França mateix, però que ben aviat envià marxants cap al sud a la recerca de matèria primera.
A la zona surera catalana s'anà introduint gradualment la manufactura de taps. El primer taper conegut fou Guerau Esteve Llach, que l'any 1739 tenia un obrador a Tossa de Mar en el qual hi treballaven tres operaris francesos. A finals del segle xviii a cada poble català amb suredes hi havia tapers.
La demanda de taps de suro va ser creixent fins al principi del segle xx. A partir del 1900 van aparèixer altres possibilitats per al suro: els discs de suro, la llana de suro o l'aglomerat, però des de mitjan segle xx aquestes noves utilitats van ser abandonades i, actualment, parlar d'indústria surera és parlar d'indústria tapera. Malgrat que està demostrat que no hi ha cap altre material que pugui fer ombra al suro en la funció de tapar ampolles, la progressiva expansió dels taps de plàstic i de silicona fa que avui dia sigui difícil preveure un futur òptim per al suro.

## Propietats del tap de suro

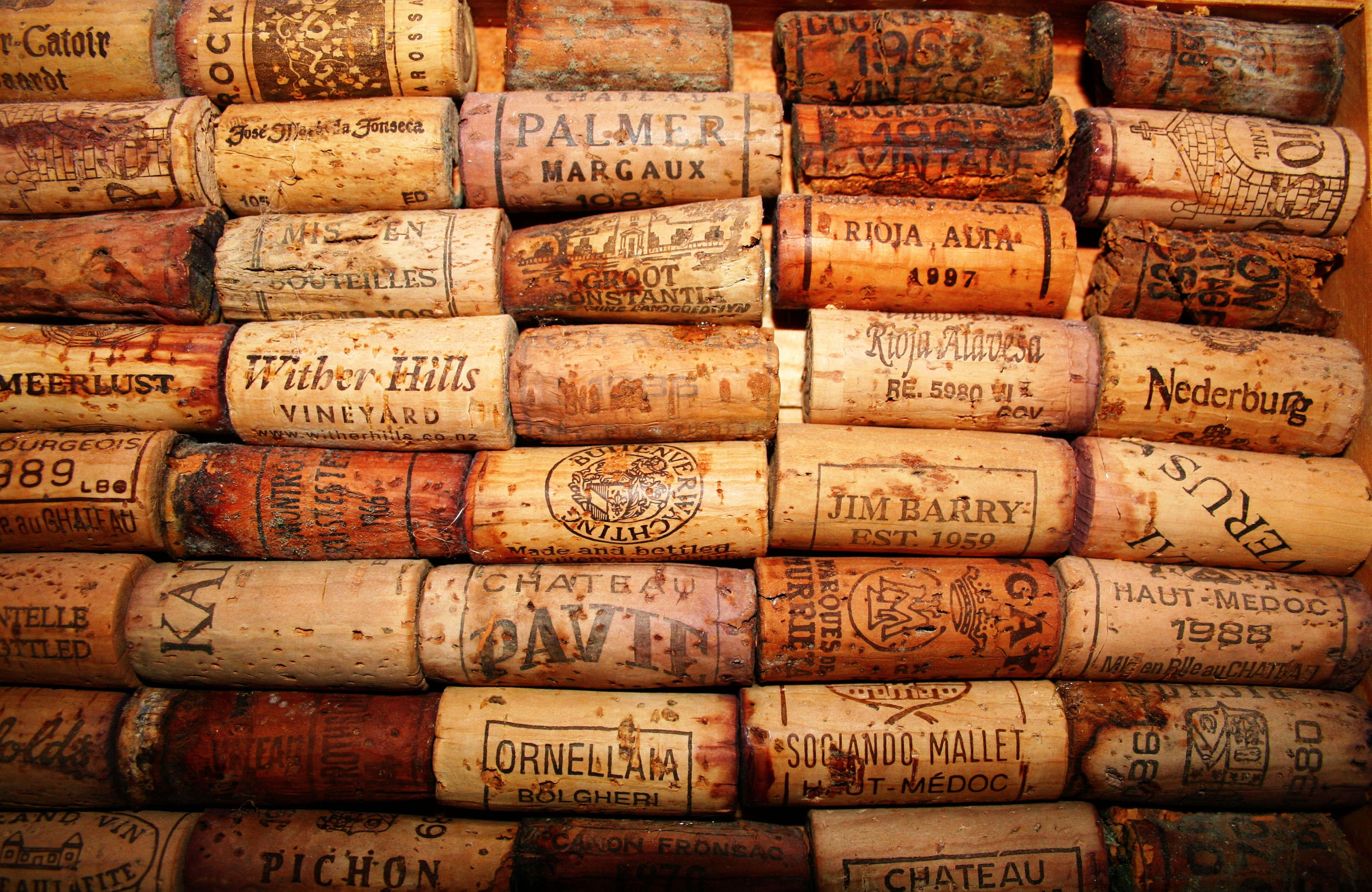
Taps cilíndrics de suro natural

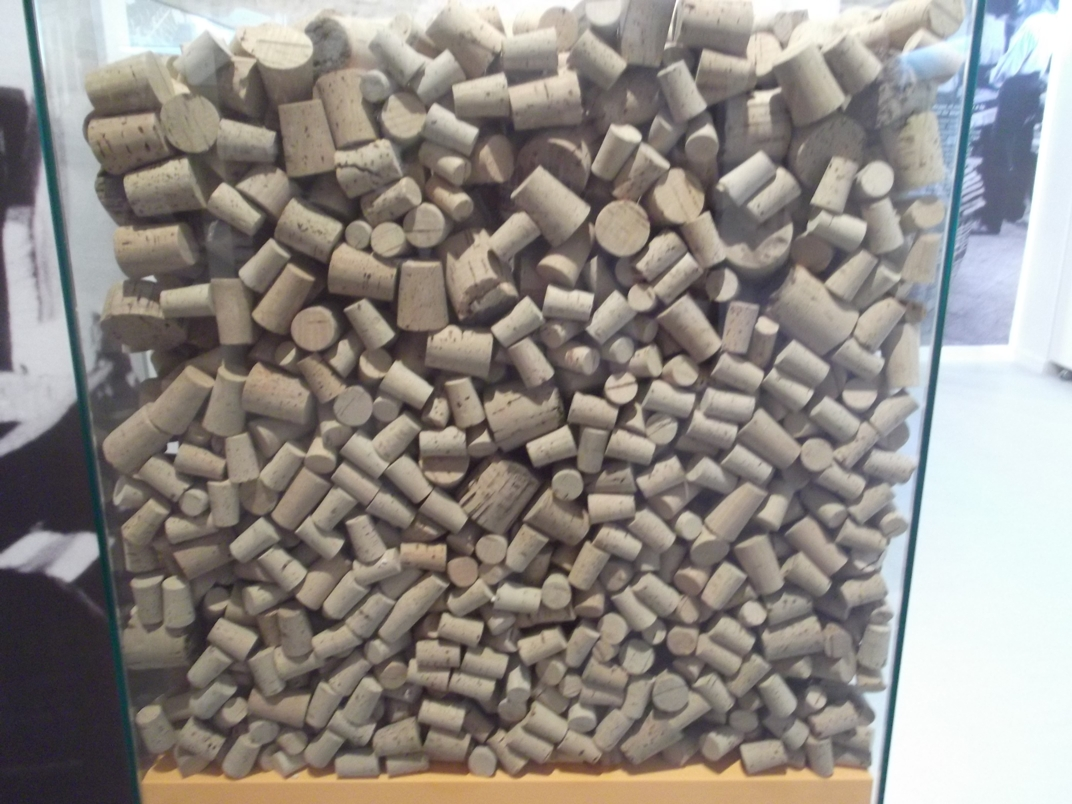
Taps de suro al Museu del Suro

El suro té una peculiar estructura cel·lular i unes propietats físiques que el fan apropiat pel seu ús com a tap. El suro és format de cèl·lules mortes disposades per estrats sense espai intracel·lular. Internament contenen un gas similar a l'aire que representa prop del 89% del volum cel·lular i dona al suro una densitat molt baixa.
Les característiques físiques són:
- Lleugeresa, amb un pes específic entre 0,13 i 0,25 g/cm³
- Elasticitat.
- Compressibilitat, amb gran capacitat de recuperació.
- Adherència, amb un alt coeficient de fricció.
- Impermeabilitat als líquids i gasos. La penetració d'oxigen en una ampolla tapada amb suro és de 0,1 ml en un any.
- Aïllant tèrmic. És difícil que cremi.
- Químicament inert, rarament es podreix.

Els problemes que pot portar el suro a la qualitat del vi provenen d'elements externs, com una contaminació bacteriològica o un tractament amb productes agressius.
Existeixen diferents models normalitzats de taps, i diferents qualitats:
- El tap natural és de suro 100% natural.
- El tap reblert, o aglomerat, és de suro natural processat amb pols de suro i làtex.
- El tap bessó o de dues peces és una combinació de tap d'aglomerat amb disc de suro natural a cada cap.
- El tap corona és una xapa metàl·lica amb folre interior de suro de fins a 3 mm, utilitzat en el cava abans del degollament i en altres begudes carbòniques.

Un tap de suro de qualitat superior s'anomena trefí, del francès très fin que vol dir 'molt fi'. S'utilitza especialment en les ampolles de vins escumosos i d'altres vins especials. La segona qualitat, amb tares i defectes es diu bafí.

## Selecció
A major uniformitat i menys porus, major qualitat i preu de venda dels taps de suro. En l'època artesanal, quan els taps es feien a mà, també s'havien de calibrar, ja que no sempre tenien la mateixa mida.
Tot i la mecanització dels processos fabrils, la funció de triar continuà sent manual i esdevingué el darrer gran reducte de mà d'obra, sobretot femenina. Això es mantingué fins a la dècada dels vuitanta, quan s'introduí maquinària amb sistemes informàtics i lectors òptics que seleccionaven automàticament la qualitat.

## Tap de vi
Encara que hi ha diversos models, el tap estàndard utilitzat pel vi és cilíndric de 24 mm de diàmetre i es col·loca comprimit en colls d'ampolla de 18 mm. Altres models habituals són el tap bordelès de 49,5 a 54 mm de llargada, i el tap italià de 34, 40,5 o 45 mm de llargada per més de 26 mm de diàmetre.
El tap de suro permet airejar el vi, però un cop l'ampolla reposa en posició horitzontal, el vi humiteja el tap i no permet que l'oxigen entri. El catador de vins, després d'obrir l'ampolla amb un llevataps, el primer que fa és olorar el tap. Si el vi està en bones condicions el tap ha de fer olor de vi. Si fa olor de suro, anomenat vi surós, és que l'ampolla no s'ha conservat adequadament, o bé el suro conté fongs que poden haver contaminat el vi agafant mal gust. Per aquest motiu es considera una bona pràctica, a l'hora de servir el vi, deixar el tap sobre la taula.
Un tap de suro aglomerat no és apte per a vins de guarda, però pot tenir la qualitat suficient per a vins joves.

## Tap de cava

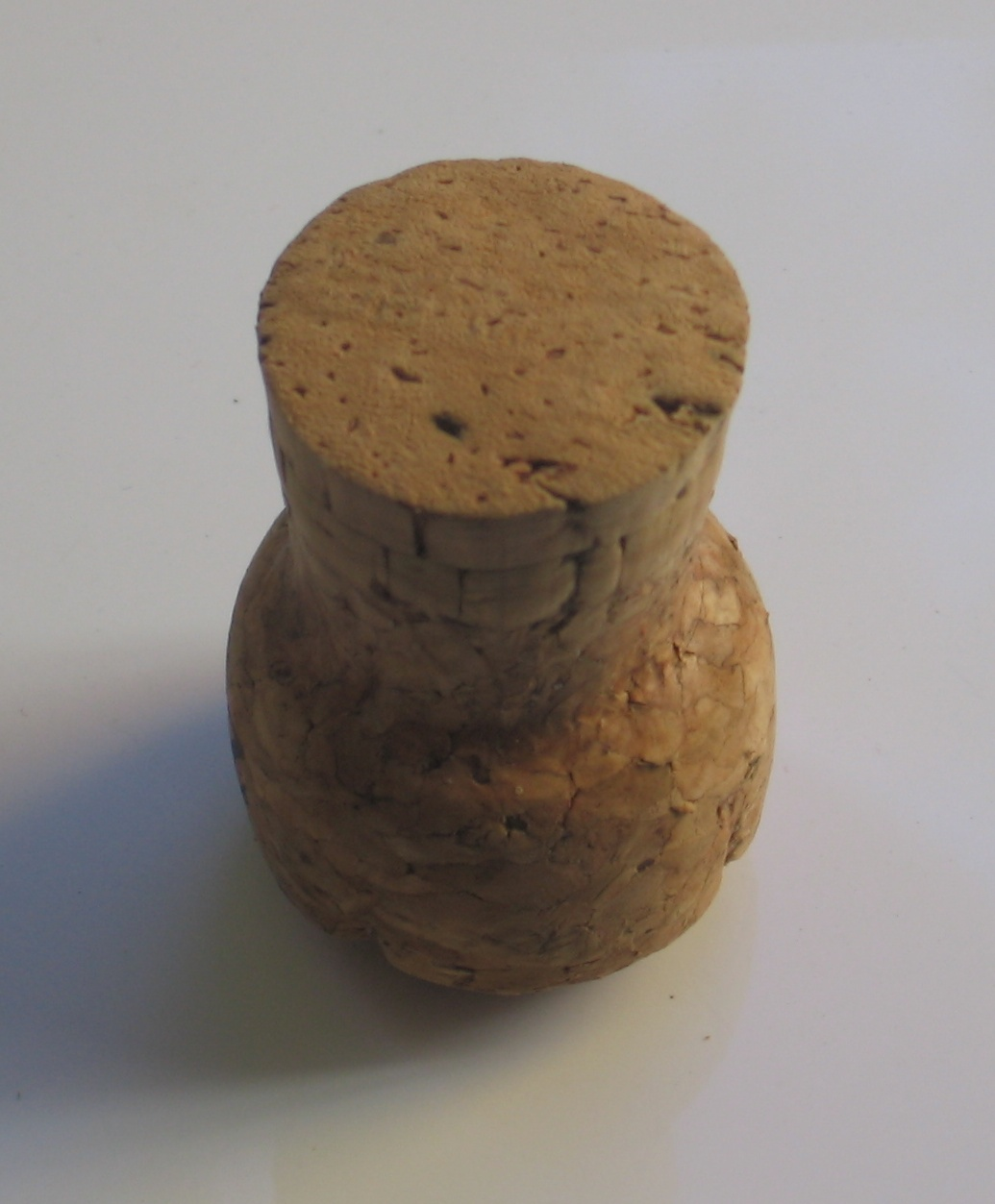
Tap d'ampolla de xampany o de cava

En el cas dels vins escumosos, com que el tap ha de suportar una altra pressió, el diàmetre pot ser de fins a 31 mm. El tap de cava té forma de xampinyó amb un cos cònic inferior i un cos ovoide superior. Un cop posat a l'ampolla pot tenir una vida d'uns 25 anys de vida.
Va ser la necessitat de taps pel xampany del segle xvii que va estendre la utilització del suro abandonat els altres taps de fusta o de cànem impregnat en oli.
A la base del tap es posen unes marques per distingir el tipus de vins escumosos:
- Una estrella de quatre puntes indica que ha estat elaborat pel mètode tradicional.
- Una circumferència indica un granvàs.
- Un cercle indica el mètode tranfer.
- Un triangle equilàter indica un vi gasificat.

## Taps sintètics

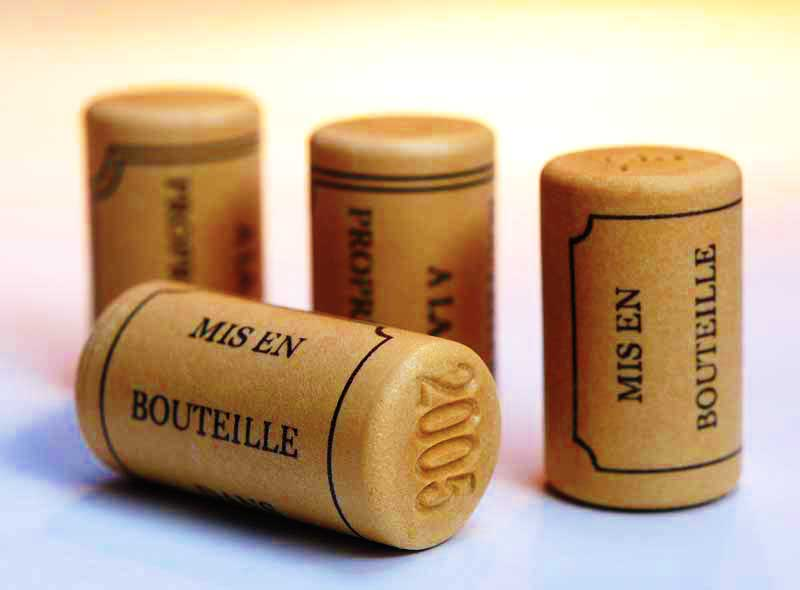
Taps sintètics

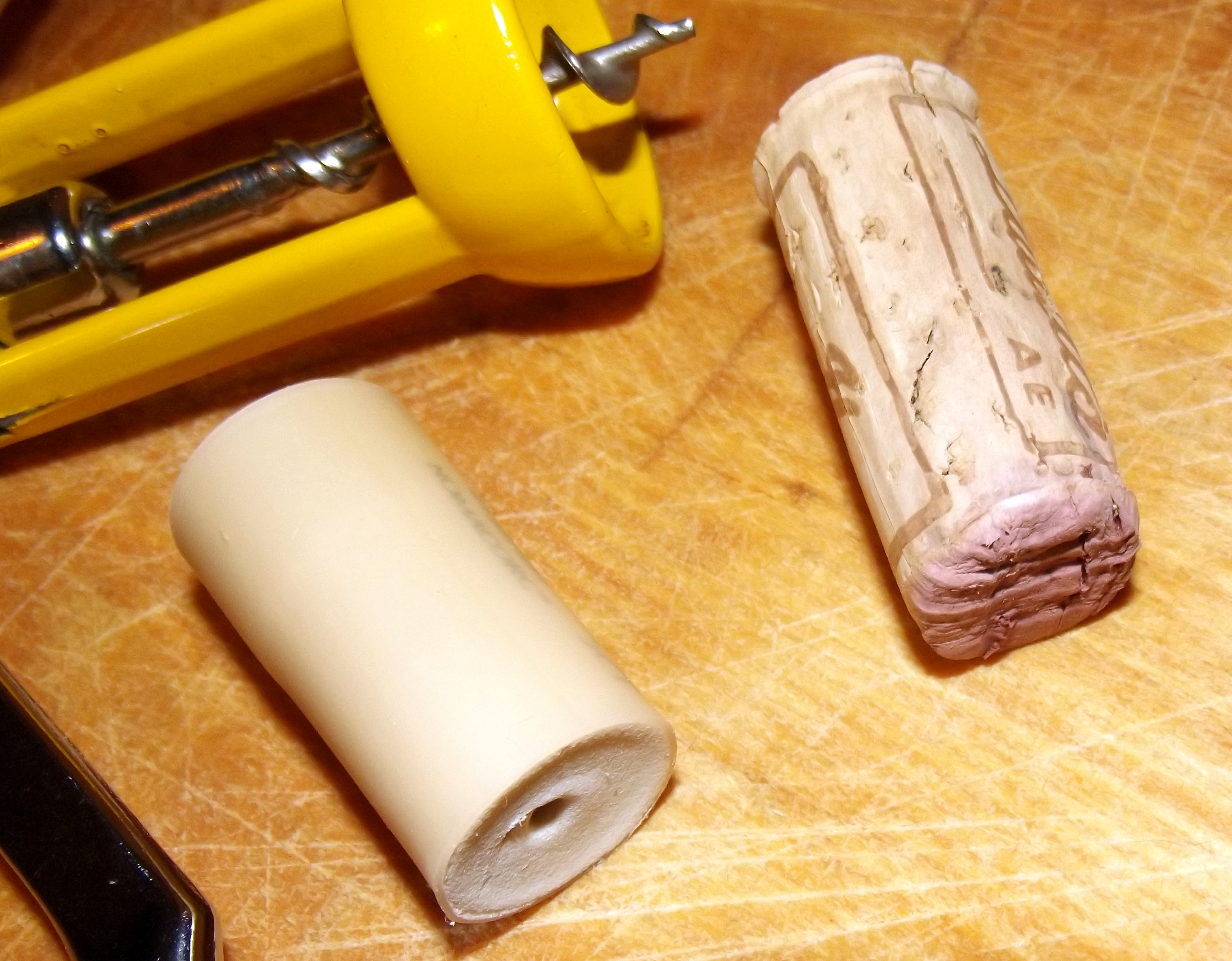
Tap de suro i tap sintètic.

En regions vinícoles del Nou Món (Xile, Argentina, Sud-àfrica) s'han anat introduint taps fabricats amb materials sintètics, almenys en certs productes que no requereixin criança en ampolla. Solen ser compostos de cautxú, ceres i poliolifenes.

## Indústria del tap de suro
El principal productor mundial de suro és Portugal seguit d'Espanya, en concret a Andalusia, Extremadura, l'Empordà i Castelló.
La producció de taps de suro té una llarga tradició a Catalunya. Probablement ja es feien taps per les àmfores romanes. La producció va augmentar amb la plaga de la fil·loxera quan es van substituir vinyes per sureres. Abans de la Primera Guerra Mundial, quan es van talar moltes sureres per la gran demanda de carbó, la producció catalana s'estimava en el 80% mundial. Actualment la superfície d'alzines de Catalunya és d'un 10% del total de l'estat, però continua líder en el sector de taps per vins escumosos i vins tranquils. Cada any es fabriquen a Catalunya uns 2.700 milions de taps de suro concentrant el 15% de la producció mundial a les comarques de l'Alt Empordà, el Baix Empordà, el Gironès i la Selva.
L'alta qualitat dels taps catalans fa que el sector sigui líder mundial en la normalització. L'Institut Català del Suro ha elaborat les Normes Catalanes del Suro que són un referent mundial. L'Institut, amb seu a Palafrugell, és un consorci on participa entre altres la Generalitat de Catalunya, l'Associació d'Empresaris Surers de Catalunya i la Universitat de Girona. Entre altres activitats dirigeix la Secretaria de Normalització per Espanya (AENOR) i participa en els processos de normalització internacional ISO. El 2011, l'empresa Suro del País, que produeix uns 200 milions de taps cada any, va començar la producció certificada segons els regles de la gestió sostenible del bosc.
Totes les denominacions d'origen de Catalunya han adoptat en els seus reglaments la utilització exclusiva de taps de suro en els seus vins. Existeix un estret lligam entre la indústria vinícola i la surotapera.